# Кулибаба, Валерий Николаевич
Валерий Николаевич Кулибаба (латыш. Valērijs Kuļibaba; род. 6 марта 1976, Рига) — латвийский хоккеист, нападающий; тренер.

## Биография
Воспитанник рижского хоккея. Начинал играть в команде чемпионата Латвии «Пардаугава-2»(1992/93 — 1994/95). 10 ноября 1993 года дебютировал в «Пардаугаве», проведя единственный матч в сезоне МХЛ. Играл за команды «Юниорс» / «Юниорс Эссамика» Рига (1995/96, 1996/97, 1997/98), «Салават Юлаев» (1996/97, РХЛ), «Витал» Рига (1996/97), «Хермес» и «Спорт» (оба — Финляндия, 1997/98), «Рубин» Тюмень (1998/99, Суперлига), «Металлург» Лиепая (1998/99 — 2002/03, 2003/04, 2006/07 — 2007/08), «Ландсберг 2000» (Германия, 2002/03, 2003/04 — 2005/06), «Вилки» и «Рига 2000» (оба — 2003/04).
Тренер (2009/10), главный тренер (2010/11 — 2012/13) команды «Металлург-2» Лиепая. Тренер сборной Латвии U18 (2012/13). В МХЛ-Б помимо «Металлурга-2» (2012/13) работал тренером в команде «Балтика» Вильнюс (2013/14), главным тренером команды «Платина» Кишинёв (2013/14 — 2014/15). Главный тренер команд ХАСК Юрмала (2014/15), «Юниор-Спутник» Нижний Тагил (2015). Тренер (2016/17 — 2017/18), главный тренер (2018/19 — 2019/20) ХК «Земгале». Главный тренер ХК «Рига» (МХЛ, 2020/21). В апреле 2021 года вошёл в тренерский штаб клуба КХЛ «Динамо» Рига, с 21 октября по 31 ноября исполнял обязанности главного тренера клуба. 5 июля 2023 года стал ассистентом главного тренера «Трактора» Челябинск, 8 декабря соглашение с Кулибабой было расторгнуто. С 13 декабря 2023 года — главный тренер команды ВХЛ «Рязань-ВДВ».